# Il pastore mercenario
Il pastore mercenario (The Hireling Shepherd) è un dipinto dell'artista preraffaellita William Holman Hunt, del 1851. Rappresenta un pastore che trascura il suo gregge per una ragazza di campagna attraente alla quale mostra una sfinge testa di morto. Il significato dell'immagine è stato dibattuto molto. L'opera si trova alla galleria d'arte di Manchester.

## Descrizione
Hunt dipinse il quadro quando viveva e lavorava in stretta collaborazione con John Everett Millais, che stava dipingendo l'Ofelia nello stesso momento vicino il fiume Hogsmill presso Ewell, nel Surrey. Entrambe le tele rappresentano delle scene rurali inglesi, l'innocenza delle quali viene disturbata dalle violazioni sottili ma molto minacciose dell'armonia naturale. Nel dipinto di Hunt, il pastore ignora il proprio gregge; due pecore sono sdraiate sull'erba mentre quelle sullo sfondo cominciano a interessarsi al fosso fiancheggiato dai salici che separa il prato da un campo di grano, dove è già giunta una pecora. Questa violazione dei confini è parallela alle intrusioni fisiche del pastore nello spazio personale della giovane, che risponde in una maniera ambigua che potrebbe essere interpretata come una complicità o uno scetticismo consapevole. Mentre le mostra la falena che ha catturato, egli coglie l'occasione per metterle un braccio intorno alle spalle. La borraccia legata alla cintura e le guance rosse fanno capire che lui è ubriaco, ed è facile intuire come lui stia cercando di sedurre la contadina. Inoltre, sulle ginocchia della giovane si trova un agnello, che mangia delle mele acerbe, e non mature.
Hunt prese come modella per la ragazza una campagnola locale, Emma Watkins. Era nota come "la copta" presso la confraternita preraffaellita, forse per i suoi tratti esotici. Watkins lavorò a Londra per fare da modella per Hunt così che questi completasse il quadro, ma tornò a casa dopo non essere riuscita ad affermarsi come una modella in modo indipendente. Si sposò, mise su una famiglia e passò il resto della sua vita come una campagnola qualunque, finché non morì in un ospedale psichiatrico nel 1914. Non è noto il modello per la figura maschile, ma probabilmente era uno professionale.
Quando venne mostrato per la prima volta all'accademia reale, il quadro fu accompagnato da una citazione dal Re Lear:
Thy sheep be in the corn;
And for one blast of thy minikin mouth,
Thy sheep shall take no harm.»
L’armento tuo si pasce di frumento;
e da quei suoni che innalzerà la tua cornamusa,
il gregge tuo non sarà viziato.»
(William Shakespeare, Re Lear, atto terzo, scena sesta. Traduzione di Carlo Rusconi, 1858)

## Interpretazione
Dopo che fu esposto, i detrattori di Hunt condannarono il dipinto per la sua volgarità, opponendosi alla sua rappresentazione della gente della campagna con la faccia rossa e sessualmente disinibita, mentre civetta. The Illustrated London News si oppose alla "pelle color rosso fuoco" e ai "capelli ispidi" dei contadini di Hunt (22 maggio del 1852, p. 407). L'Athenaeum si offese particolarmente a causa di questi "rustici della razza più rozza... arrossati e rubicondi" per aver bevuto troppo sidro. L'articolo insisteva che "il divertimento e la rubicondità di questa coppia contrastano con il pallore e il pathos del quadro del signor Millais [Ofelia] (22 maggio del 1852, pp. 581-583).
I sostenitori dell'artista insisterono che il quadro era un'immagine priva di abbellimenti di un fatto sociale. Tuttavia lo stesso Hunt, il più religioso e conservatore dei preraffaelliti, insinuò che aveva in mente un significato nascosto, un'affermazione che elaborò in una lettera quando la galleria d'arte mancuniana acquistò il quadro. Hunt affermò che la sua intenzione era che la coppia simboleggiasse i dibattiti teologici senza senso degli ecclesiastici cristiani, mentre il loro "gregge" si smarriva a causa della mancanza di una guida morale adeguata. Ciò farebbe del titolo un'allusione biblica; nella storia del Buon Pastore (nella versione del re Giacomo), al buon pastore fa contrasto esplicitamente un pastore "mercenario", che non si preoccupa delle pecore (Vangelo secondo Giovanni 10, 11-15).
Secondo la tradizione, la sfinge testa di morto è considerata un simbolo di morte, dato che sul dorso presenta una macchia che assomiglia a un teschio umano. Dato che due delle pecore del gregge sono sdraiate per terra, potrebbe darsi che la falena simboleggi la morte ventura del gregge a causa della negligenza del pastore. Può anche darsi che l'insetto che il pastore fa vedere alla contadina possa simboleggiare la morte dell'innocenza di quest'ultima, dato che egli intende sedurla, se non possederla carnalmente. L'agnello sulle sue ginocchia ha dato un morso a una mela, che potrebbe richiamare il frutto proibito mangiato da Eva nel libro della Genesi.

## Controversia letteraria
Nel 1859, Robert Barnabas Brough pubblicò un racconto intitolato Calmuck nel periodico Household Words di Charles Dickens. Era un resoconto appena velato dell'esperienza di Hunt nel dipingere il quadro e della sua relazione con la modella Emma Watkins. Alcuni dei famigliari di Hunt si sorpresero dell'implicazione apparente che Watkins fosse giunta a Londra per stare con Hunt. Hunt scrisse una lettera d'indignazione a Dickens, che affermò di non sapere che la storia fosse basata su degli eventi reali.
Brian Aldiss utilizzò il quadro come leitmotiv nel suo romanzo del 1968 Rapporto sulla probabilità "A".